# Referèndum ucraïnès de 2000
El 16 d'abril de 2000 es va celebrar a Ucraïna un referèndum en quatre parts. El referèndum va ser convocat pel president Leonid Kutxma, i en ell es va preguntar als votants si aprovaven quatre esmenes a la Constitució que augmentarien els poders del president i introduirien una cambra alta.
Encara que les quatre van ser aprovades per amplis marges, els canvis mai van ser aplicats per la Rada Suprema al·legant que el referèndum era inconstitucional, ja que no havia aprovat les propostes abans que anessin a referèndum. La Comissió de Venècia, que va revisar el cas, va confirmar el caràcter qüestionable del referèndum, que hauria de ser revisat pel Tribunal Constitucional d'Ucraïna.